# شیلدبرت تعمیدی
شیلدبرت، مشهور به شیلدبرت تعمیدی (به لاتین: Childebertus Adoptivus) پادشاه فرانک‌های اوسترازیا از ۶۵۶ تا احتمالاً ۶۶۲ بود.

## زندگی‌نامه
شیلدبرت پسر گریمولد، شهردار کاخ اوسترازیا از خاندان کارولنژی بود. گریمولد ۱۳ سال به زیگبرت سوم، پادشاه وقت اوسترازیا خدمت کرد و زیگبرت در زمانی که هنوز خود فرزندی نداشت شیلدبرت، پسر گریمولد را به فرزندخواندگی خود پذیرفت. با وجود این زیگبرت سوم در حدود سال ۶۵۰ صاحب فرزند پسری به نام داگوبرت گردید که جانشین قانونی او بود، اما پس از مرگ پادشاه در سال ۶۵۶، گریمولد که در این زمان از قدرت و ثروت بسیاری برخوردار بود و فرصت را برای تغییر خاندان حاکم مناسب می‌دید، داگوبرت را پس از تراشیدن موهایش به صومعه‌ای در ایرلند فرستاد و پسر خودش شیلدبرت را بر تخت پادشاهی اوسترازیا نشاند.
این موضوع اما با واکنش شدید اشراف اوسترازیایی روبه‌رو شد زیرا آنان پادشاه جدید را دارای خون سلطنتی نمی‌دانستند. این موضوع تا آنجا پیش رفت که سرانجام گریمولد، شیلدبرت و برادر زنش آنسژیزل دستگیر و به کلوویس دوم، پادشاه نوستریا و برادر زیگبرت سوم تحویل داده شدند و او نیز فرمان به مرگ آنان داد. بدین‌ترتیب خانوادهٔ آنان تا ۱۴ سال از صحنهٔ سیاست محو گردید تا آنکه پپن دوم، پسر آنسگیزل بار دیگر در این عرصه رخ نمود.
پس از مرگ شیلدبرت تعمیدی، شیلدریک، دومین پسر کلوویس دوم در سال ۶۶۲ و تحت کنترل مشترک هیمنشیلدیس، مادر داگوبرت و وولفولد، شهردار کاخ به پادشاهی اوسترازیا رسید.

## روایت دیگر
روایتی دیگری نیز دربارهٔ شیلدبرت وجود دارد که او پسر واقعی گریمولد نبوده‌است، بلکه گریمولد با سوءاستفاده از ضعف دودمان مروونژی و پس از فرستادن داگوبرت به ایرلند، شیلدبرت را به‌عنوان پادشاه دست‌نشاندهٔ خود بر تخت نشاند. اما این موضوع سبب مخالفت نجیب‌زادگان با آنها شد که در نهایت به برکناری و مرگ شیلدبرت در سال ۶۶۲ انجامید.